# Johan Wrede
Johan Otto Wilhelm Wrede, född 18 oktober 1935 i Helsingfors, är en finlandssvensk litteraturhistoriker. 

## Biografi
Wrede blev filosofie doktor 1965 och var professor i svensk litteratur vid Helsingfors universitet 1969–1995. Han var dramaturg vid finska radion 1960–1962 och litteraturkritiker i Finsk tidskrift.
Som litteraturhistoriker har han framför allt ägnat sig åt Johan Ludvig Runeberg.
Johan Wrede kritiserade missförhållanden i den militära utbildningen i romanen 330 dagar (1955). Wrede var projektledare för Finlands svenska litteraturhistoria (två band, 1999–2000).
Wrede har även skapat översättningar och bearbetningar och regi av radiodramatik: Behan, Dorst, Beckett, Enckell m. fl.
Wrede är friherre, tillhörig den finska grenen av släkten Wrede, son till kommendörkaptenen Wilhelm Otto Casper Wrede och Elin Elisabeth (Eja) Westerlund samt brorson till Gerda Wrede och syssling till regissören Casper Wrede.
Under åren 1960–2005 var Johan Wrede gift med psykoanalytikern Gunnel Cavonius-Wrede (1938–2019), som var syster till Märta Tikkanen. Paret fick tre barn.

## Utmärkelser, ledamotskap och priser
- Ledamot av Vetenskapssocieteten i Lund (LVSL, 1972)[6]
- Ledamot av Finska Vetenskaps-Societeten (1974)[7]
- Ledamot av Finska Vetenskapsakademien (1982)[8]
- 1985 – Schückska priset
- 1989 – Tollanderska priset
- 1991 – Svenska Akademiens Finlandspris
- 1997 – Harry Martinson-priset
- 2007 – Axel Hirschs pris

### Uppslagsverk
- Svenskt författarlexikon 1951–1955, s. 417.
- Litteraturlexikon: svensk litteratur under 100 år, s. 242. Natur & Kultur, 1974.